# Gut Wulfsdorf

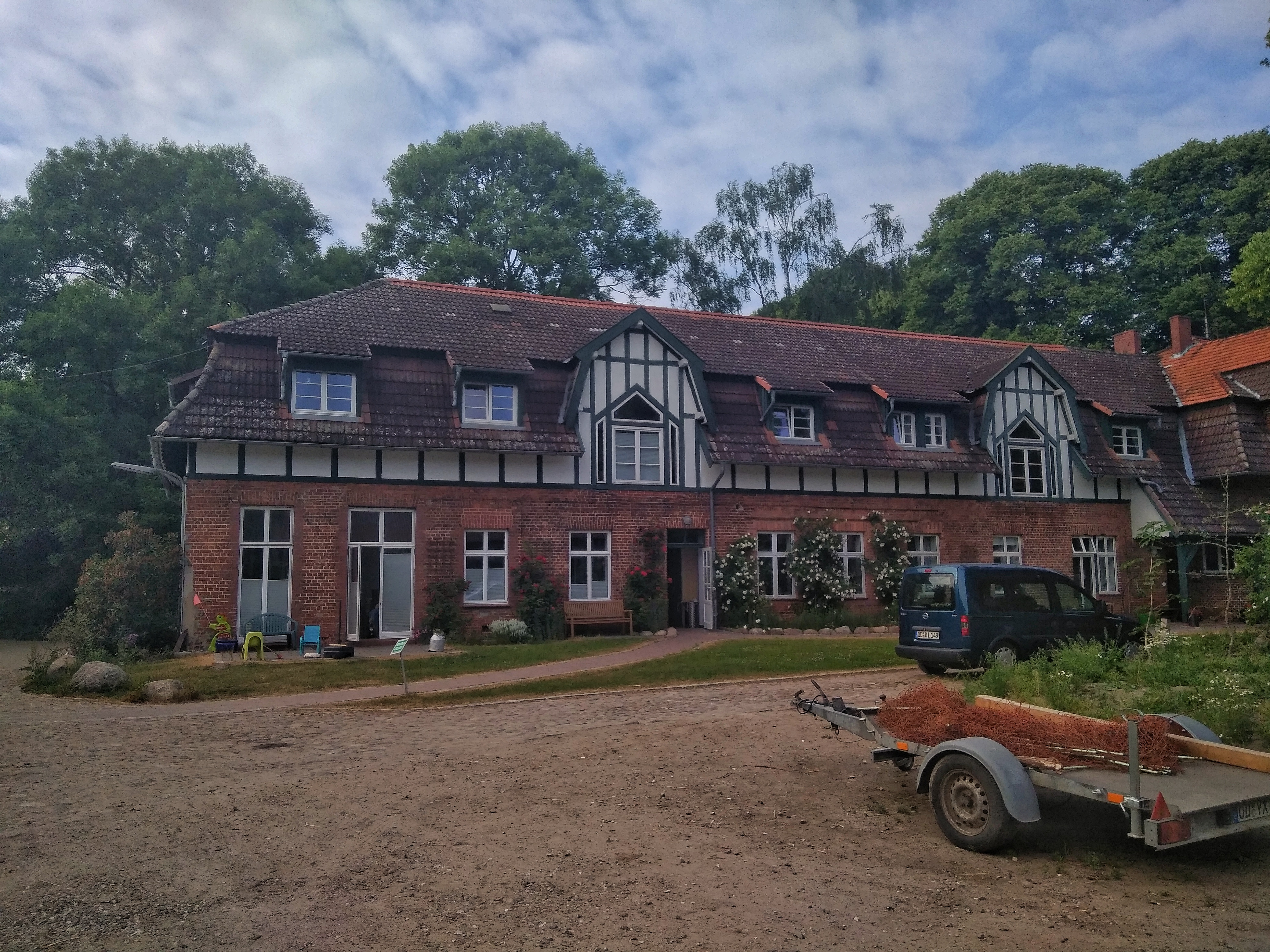
Gut Wulfsdorf (2018)

Gut Wulfsdorf ist ein ehemaliger Gutshof und heutiger Landwirtschaftsbetrieb im Ahrensburger Stadtteil Wulfsdorf. Das Gut Wulfsdorf ist seit 1925 im Besitz der Stadt Hamburg. 1989 wurde der Hof an den Landwirt Georg Lutz verpachtet und wird seitdem nach ökologischen Grundsätzen bewirtschaftet.
Das ehemalige Herrenhaus des Gutes und der angrenzende Park mit Teich sind vom Verein Jordsand gepachtet, die in dem jetzt Haus der Natur genannten Gebäude ihre Geschäftsstelle haben. Der Park ist öffentlich zugänglich.

## Geschichte
Auf dem Gelände von Gut Wulfsdorf gab es ursprünglich ein Dorf. Das Dorf Wulfsdorf wurde im Jahre 1238 erstmals urkundlich erwähnt, als die Familie Rennowe Wulfsdorf (damals Wuluoldesdorp) an die Hamburger Domherren Dietrich und Berthold verkauften. 1256 stiftete Berthold das komplette Dorf als Vikarie dem Hamburger Domkapitel. Das Dorf Wulfsdorf nahm damit innerhalb der Besitzungen des Hamburger Domkapitels eine Sonderstellung ein.
Im 14. Jahrhundert litt das Dorf unter den Streitigkeiten zwischen dem Hamburger Domkapitel und dem Hamburger Rat um die Grenzen zwischen geistlicher und weltlicher Macht. 1342 wurde das Dorf bei einem Überfall gebrandschatzt und erst nach Beilegung des Kapitelstreits kehrte für Wulfsdorf bis Mitte des 16. Jahrhunderts Ruhe ein.
In der Nachbarschaft des Dorfes Wulfsdorf gelangte im Jahr 1567 das Gut Woldenhorn und die vier dazugehörenden Dörfer in den Besitz von Daniel Rantzau, der bereits 1569 starb. Sein Bruder Peter Rantzau erbte den Besitz und baut das Schloss Ahrensburg. Das Gut Woldenhorn trug fortan den Namen Gut Ahrensburg. Peter Rantzau versuchte auf verschiedenen Wegen das Dorf Wulfsdorf unter seine Kontrolle zu kriegen. Er forderte unrechtmäßig Abgaben von den Wulfsdorfern und ließ 1579 fünf Wulfsdorfer Hufner und zwei Kätner verhaften, da sie sich weigerten, die Abgaben an ihn zu entrichten. Zu einer Verurteilung dieses Landfriedensbruches kam es allerdings nicht, da 1581 das Hamburger Domkapitel den siebenjährigen Sohn Peter Rantzaus die Domherrenwürde verliehen und ihm die Vikarie von Wulfsdorf überlassen hatte.
Nach dem Tode von Peter Rantzau (1602) kam es zu langwierigen juristischen Auseinandersetzungen zwischen seiner Witwe Margarethe und dem Hoisbüttler Gutsherrn Buchwald um Wulfsdorf. Erst sechs Jahre nach Margarethes Tod wurde das Dorf Wulfsdorf endgültig an die Familie Rantzau verkauft. Die ehemals freien Bauern wurden damit endgültig zu Leibeigenen.
Die Familie Rantzau regierte über die nächsten 120 Jahre über das Gut Ahrensburg inklusive Wulfsdorf. Um 1720 wurde das Dorf Wulfsdorf niedergelegt (zerstört), die Bewohner umgesiedelt und das Gelände zu einem Meierhof des Gutes Ahrensburg gemacht.
Das stark verschuldete Gut Ahrensburg (inklusive Wulfsdorf) wurde 1759 an Heinrich Karl Schimmelmann verkauft. Dessen Sohn hob 1784 die Leibeigenschaft in Wulfsdorf auf, parzellierte die Wulfsdorfer Flächen und verpachtete sie an Bauern.
Erst 1873 (im Besitz von Johann Dittmer Koopmann, die in Hamburg eine Großschlachterei betrieb) wurde das Gut unabhängig von Ahrensburg, aber bereits 1928 wieder nach Ahrensburg eingemeindet.
1904 kam der Tiefbauingenieur Hermann Vering nach einer Zwangsversteigerung in den Besitz des Gutes Wulfsdorf, vergrößerte die Fläche des Gutes durch Zukäufe und ließ ab 1906 neue Gebäude errichten, unter anderem das Gutshaus, Ställe, Wasserturm, Maschinenhaus mit Elektrizitätserzeugung und Schmiede.
Nach seinem Tod 1922 kaufte die Stadt Hamburg das Gut von den Erben, um ihre Kinder- und Jugendheime hierhin zu verlagern. Die weitreichenden Pläne scheiterten jedoch durch die Auswirkungen der Weltwirtschaftskrise. Es wurde letztlich nur das Tannenheim für 60 Zöglinge erbaut, die für landwirtschaftliche Tätigkeiten auf dem Gut eingesetzt wurden.
1989 beschloss der Hamburger Senat, das Gut langfristig zu verpachten, mit der Maßgabe hier ökologische Landwirtschaft zu betreiben.

## Gegenwart
Neben dem biologisch-dynamischen Landbau, der Ackerbau und Viehhaltung einschließt, finden auf dem Gut Wulfsdorf weitere Aktivitäten statt. Der Hofladen verkauft neben Hofprodukten auch Waren der Demeter-Metzgerei und des Demeter-Bäckers, die ebenfalls auf dem Hof ansässig sind.
Daneben gibt es eine Keramikwerkstatt. Unterstützt vom Initiativkreis Gut Wulfsdorf e. V. bietet der Hof Veranstaltungen und Führungen an. Auf dem Hof wird ökologische Saatgutforschung betrieben, mit dem Ziel der Entwicklung standortangepasster Gemüsesorten, die ohne Verwendung von Biotechnologie gezüchtet sind. Zudem gibt es eine Bioland-Imkerei.

## Auszeichnungen
- Förderpreis ökologischer Landbau, 2007, 3. Preis
- Nachhaltigkeitspreis Schleswig-Holstein, 2015, 2. Preis
- Seit 2009 ist das Gut ein Demonstrationsbetrieb Ökologischer Landbau